# Пристевиц
Пристевиц (њем. Priestewitz) општина је у њемачкој савезној држави Саксонија. Једно је од 34 општинска средишта округа Мајсен. Према процјени из 2010. у општини је живјело 3.435 становника. Посједује регионалну шифру (AGS) 14627200.

## Географски и демографски подаци
Пристевиц се налази у савезној држави Саксонија у округу Мајсен. Општина се налази на надморској висини од 145 метара. Површина општине износи 61,2 km². У самом мјесту је, према процјени из 2010. године, живјело 3.435 становника. Просјечна густина становништва износи 56 становника/km².